# تطبيقات نظام آي أو إس (أبل)

لقطة شاشة للشاشة الرئيسية لنظام التشغيل آي أو إس 17، تعرض التطبيقات المضمنة المتنوعة

تقوم شركة أبل. بتطوير العديد من التطبيقات لنظام التشغيل آي أو إس والتي تأتي مجمعة بشكل افتراضي أو مثبتة من خلال تحديثات النظام. تحتوي العديد من التطبيقات الافتراضية الموجودة على نظام التشغيل آي أو إس على نظيرات على أنظمة تشغيل أبل الأخرى مثل ماك أو إس وآي باد أو إس وووتش أو إس وتي في أو إس، والتي تكون غالبًا إصدارات معدلة أو مشابهة لتطبيق آي أو إس. وبما أن كل تطبيق مدمج في نظام التشغيل نفسه، فإنها في الغالب ما تتميز بدعم أكبر لميزات النظام مقارنة بالبدائل المقدمة من جهات خارجية، كما أنها سريعة في التكيف مع الميزات الجديدة لنظام التشغيل آي أو إس.
قامت شركة أبل بتضمين إصدارات من آي وورك وآي موفي و GarageBand بشكل مجاني مع عمليات تنشيط الأجهزة الجديدة منذ إصدار آي أو إس 7 ؛ ومع ذلك، تتم صيانة هذه التطبيقات بشكل مستقل عن نظام التشغيل، مع إصدار التحديثات بدلاً من ذلك من خلال آب ستور. منذ نظام التشغيل آي أو إس 10، أصبحت معظم التطبيقات المثبتة مسبقًا قابلة للإزالة. مع نظام التشغيل آي أو إس 14 أو الإصدارات الأحدث، بالإضافة إلى نظام التشغيل آي باد أو إس 15 أو الإصدارات الأحدث، يمكن للمستخدمين إخفاء التطبيقات المثبتة مسبقًا في مكتبة التطبيقات التي تم تقديمها حديثًا، بالإضافة إلى تغيير متصفح الويب الافتراضي وعميل البريد الإلكتروني إلى بديل تابع لجهة خارجية. يتم إدراج التطبيقات أدناه استنادًا إلى صفحة مطوري آب ستور الخاصة بالشركة.

## التطبيقات

### آب ستور
آب ستور هو عبارة عن منصة توزيع رقمية تتيح للمستخدمين تصفح وتنزيل التطبيقات التي تم تطويرها باستخدام مجموعة تطوير البرامج لنظام التشغيل آي أو إس من شركة أبل. تم افتتاح متجر التطبيقات في 10 يوليو 2008، مع إصدار نظام التشغيل آيفون أو إس 2، مع 500 تطبيق متاح. بلغ عدد التطبيقات ذروته عند حوالي 2.2 مليون عام 2017، لكنه انخفض قليلاً على مدار السنوات القليلة التالية حيث بدأت أبل عملية إزالة التطبيقات القديمة أو تطبيقات 32 بت التي لا تعمل كما هو مقصود أو لا تتبع إرشادات التطبيق الحالية. منذ عام 2020، يضم المتجر حوالي 1.8 مليون تطبيق. في 19 سبتمبر 2019، تم إطلاق أبل آركيد، وهي خدمة اشتراك في الألعاب توفر وصولاً غير محدود إلى كتالوج من الألعاب مقابل رسوم شهرية، من خلال علامة تبويب مخصصة على آب ستور.

### الكتب
كتب (بالإنجليزية: Books) المعروف سابقًا باسم آي بوكس، هو تطبيق لقراءة الكتب الإلكترونية وتخزينها تم إصداره في منتصف عام 2010، كجزء من تحديث آي أو إس 4. في البداية، لم يكن تطبيق آي بوكز محمل بشكل مسبق على أجهزة آي أو إس، ولكن كان بإمكان المستخدمين تثبيته مجانًا من متجر آبل. مع إصدار نظام التشغيل آي أو إس 8، أصبح تطبيقًا متكاملًا. يتلقى في المقام الأول محتوى كتاب النشر الإلكتروني EPUB من متجر كتب أبل، ولكن يمكن للمستخدمين أيضًا إضافة ملفات كتاب النشر الإلكتروني وصيغة المستندات المنقولة (PDF) الخاصة بهم عبر مزامنة البيانات مع آي تيونز. بالإضافة إلى ذلك، يمكن تنزيل الملفات إلى كتب أبل عبر سفاري أو بريد أبل. كما أنه قادر على عرض الكتب الإلكترونية التي تحتوي على الوسائط المتعددة. كما تم توسيع نطاق الكتب للسماح بشراء الكتب الصوتية والاستماع إليها عبر التطبيق. يمكن تحديد أهداف القراءة لتشجيع المستخدمين على القراءة لمدة زمنية محددة كل يوم.

### الحاسبة
الآلة الحاسبة هي تطبيق تم تقديمه مع الإطلاق الأولي لجهاز آيفون الأول ونظام التشغيل iآيفون أو إس 1 عام 2007. يتضمن الوضع القياسي لوحة أرقام وأزرار للجمع والطرح والضرب والقسمة. في نظام التشغيل آي أو إس 17 أو الإصدارات الأقدم، لا يمكن الوصول إلى الآلة الحاسبة العلمية إلا من خلال تدوير الوضع الأفقي للجهاز، والذي يدعم الأسس والوظائف المثلثية. مع نظام التشغيل آي أو إس 18 تم بتحديث الآلة الحاسبة، مضيفة القدرة على عرض الآلة الحاسبة العلمية في وضع عمودي، وأضافت دعم لتحويلات الوحدات، وقدمت ميزة ملاحظات الرياضيات الجديدة التي تدعم الرياضيات الأكثر تقدمًا مثل الرسوم البيانية، وتم اضافة التطبيق إلى آي باد.

### التقويم
التقويم هو تطبيق تقويم شخصي تم تقديمه مع إطلاق الجيل الاول لجهاز آيفون ونظام التشغيل الاول لآيفون في عام 2007. يتتبع الأحداث والمواعيد التي يضيفها المستخدم ويتضمن عطلات مختلفة حسب الموقع الذي تم تعيين الهاتف عليه بالإضافة إلى أعياد الميلاد من جهات الاتصال. يمكن للمستخدمين أيضًا الاشتراك في تقويمات أخرى من الأصدقاء أو جهات خارجية. منذ نظام التشغيل آي أو إس 5، يدعم التقويم النسخ الاحتياطي السحابي عبر الإنترنت للتقويمات باستخدام خدمة آي كلاود من أبل، أو المزامنة مع خدمات التقويم الأخرى، بما في ذلك جوجل كاليندر ومايكروسوفت إكستشينج سيرفر. مع نظام التشغيل آي أو إس 18، يمكن للمستخدمين رؤية التذكيرات في تطبيق التقويم أيضًا.

### الكاميرا
الكاميرا هو تطبيق لالتقاط الصور تم تقديمه مع الإطلاق الأولي للجيل الأل لجهاز آيفون ونظام التشغيل آيفون أو إس 1 عام 2007. يمكن التقاط الصور باستخدام الفلاش أو مع تطبيق المرشحات، بالإضافة إلى خيار المؤقت الذي سيلتقط صورة بعد مرور ثلاث ثوانٍ منذ الضغط على زر الالتقاط. تم تقديم القدرة على تسجيل لقطات الفيديو في نظام التشغيل آيفون أو إس 3 وتم تحديثها منذ ذلك الحين بحيث يمكن تصوير مقاطع الفيديو بتقنية التصوير الفاصل الزمني أو الحركة البطيئة. على آيفون 7 بلس وما فوق، يمكن التقاط الصور في «وضع الصورة»، مما يخلق تأثير عمق بحيث يكون الموضوع في بؤرة التركيز بينما تكون الخلفية ضبابية. الكاميرا قادرة أيضًا على إنشاء صور بانورامية. على آيفون 11 وآيفون 11 برو وآيفون إس إي (الجيل الثاني) مع آي أو إس 13 أو آيفون إكس آر وآيفون إكس إس أو أحدث على آي أو إس 14 أو أحدث، تمت إعادة تصميم تطبيق الكاميرا بخط جديد وواجهة مستخدم جديدة لعناصر التحكم.

### الساعة
الساعة هي تطبيق لقياس الوقت تم تقديمه مع الإطلاق الأولي لجهاز آيفون الأصلي ونظام التشغيل آيفون 1 عام 2007. يسمح للمستخدمين بمشاهدة الوقت الحالي في مواقع حول العالم، وضبط المنبهات والمؤقتات، واستخدام هواتفهم كساعة توقيت. ستلعب المنبهات والمؤقتات رنينًا بمجرد اكتماله، ويمكن للمستخدم اختياره من مكتبة نغمات الرنين الخاصة به. تم تقديم ميزة وقت النوم في نظام التشغيل آي أو إس 10، والتي تعمل كمنبه خاص حيث يحدد المستخدم الوقت الذي يرغب في الذهاب إلى الفراش فيه والوقت الذي يرغب في الاستيقاظ فيه. يتم إرسال إشعار إلى المستخدم قبل وقت نومه المحدد ويتم وضع الهاتف تلقائيًا في وضع عدم الإزعاج حتى الصباح.

### البوصلة
البوصلة  هي تطبيق ملاحة بسيط يتميز بوجود بوصلة تم تقديمها مع نظام التشغيل آيفون أو إس 3 في 17 يونيو 2009. يعرض التطبيق اتجاه المستخدم على شكل قرص البوصلة، بالإضافة إلى إحداثياته الجغرافية الحالية وموقعه وارتفاعه. وهو حصري لجهاز آيفون، ومع ذلك، يمكن تثبيته بشكل غير رسمي على الآيباد عبر كسر الحماية.

### جهات الاتصال
جهات الاتصال هو تطبيق دفتر عناوين تم تضمينه لأول مرة كجزء من تطبيق الهاتف مع إطلاق آيفون الأصلي عام 2007، ولكنه أصبح تطبيق مستقل مع إصدار آيفون أو إس 2. يمكن مزامنة جهات الاتصال عبر آي كلاود وخدمات دفتر العناوين الأخرى عبر الإنترنت، ويسمح بتخزين الأسماء وأرقام الهواتف وعناوين البريد الإلكتروني والعناوين المنزلية والمسميات الوظيفية وأعياد الميلاد وأسماء مستخدمي وسائل التواصل الاجتماعي.

### فيس تايم
تطبيق فيس تايم (بالإنجليزية: FaceTime) هو تطبيق مكالمات فيديو متوفر على أجهزة آي أو إس المدعومة التي تعمل بنظام آي أو إس 4 والإصدارات الأحدث، ويسمح بإجراء مكالمات فيديو بين المشاركين باستخدام أي كاميرا في أجهزتهم. أما فيس تايم أوديو، وهو إصدار صوتي فقط، فهو متوفر على أي جهاز آي أو إس يدعم نظام آي أو إس 7 أو أحدث. في عام 2018، أضافت آبل دعمًا جماعيًا للفيديو والصوت إلى فيس تايم، والذي يدعم ما يصل إلى 32 شخصًا مع إصدار نظام آي أو إس 12. مع نظام آي أو إس 15، أصبح بإمكان المستخدمين مشاركة ومشاهدة محتوى الموسيقى والفيديو معًا عبر فيس تايم باستخدام ميزة SharePlay. مع نظام آي أو إس 17، أصبح بإمكان المستخدمين ترك رسالة فيديو إذا لم يرد شخص ما على مكالمة فيس تايم.

### الملفات
الملفات  هو تطبيق لإدارة الملفات للأجهزة التي تعمل بنظام آي أو إس 11 والإصدارات الأحدث. يتيح الملفات للمستخدمين تصفح الملفات المحلية المخزنة داخل التطبيقات، بالإضافة إلى الملفات المخزنة في خدمات التخزين السحابي، بما في ذلك آي كلاود ودروبوكس وجوجل درايف وون درايف. يسمح بحفظ الملفات وفتحها وتنظيمها، بما في ذلك وضعها في مجلدات ومجلدات فرعية منظمة. يمكن إجراء المزيد من التنظيم من خلال استخدام علامات ملونة أو علامات مخصصة، ويسمح شريط البحث المستمر بالعثور على الملفات داخل المجلدات، ولكن ليس داخل تطبيقات أخرى. يتيح عرض القائمة خيارات فرز مختلفة. يوفر التطبيق التشغيل الحصري لملفات الصوت فلاك [الإنجليزية] عالية الجودة، كما يوفر دعمًا لعرض ملفات النصوص والصور وأرشيفات زيب، بالإضافة إلى دعم محدود للفيديو. مع نظام آي أو إس 13، اكتسب تطبيق الملفات القدرة على الوصول إلى محركات الأقراص الخارجية، ولكن لم يكن حتى نظام آي أو إس 17 قادرًا على إعادة تسمية محركات الأقراص الخارجية ومسحها.

### تحديد الموقع
تحدي الموقع أو فايند مي (بالإنجليزية: Find My) هو تطبيق وخدمة تمكن المستخدمين من تتبع مواقع آي أو إس، آي باد أو إس، ماك أو إس، ووتش أو إس، آيربودز وآير تاغ والملحقات المتوافقة مع شبكة فايند مي. تم إصدار التطبيق لأول مرة مع آي أو إس 13 في 19 سبتمبر 2019، ويجمع بين تطبيقي فايند مي آيفون و جد أصدقائي Find My Friends. يمكن جعل الأجهزة المفقودة تُصدر صوت بأعلى مستوى للصوت، أو تمييزها على أنها مفقودة ومقفلة برمز مرور، أو مسحها عن بُعد. يمكن للمستخدمين أيضًا مشاركة مواقع نظام التموضع العالمي الخاصة بهم مع الأصدقاء والعائلة الذين يمتلكون أجهزة Apple الخاصة بهم ويمكنهم ضبط الإشعارات عندما يصل الشخص إلى وجهة أو يغادرها. بالنسبة لطرازات آيفون المحددة، يمكن للمستخدمين مشاركة موقعهم عبر اتصال عبر الأقمار الصناعية عندما لا يتوفر اتصال واي فاي أو خدمة خلوية. مع آي أو إس 14، اكتسب فايند مي القدرة على تتبع العناصر باستخدام آير تاغ، بالإضافة إلى عناصر مختلفة تابعة لجهات خارجية تدعم شبكة فايند مي.

### فتنس
تطبيق اللياقة أو فتنس (بالإنجليزية: Fitness)، المعروف سابقًا باسم "اكتيفيتي"، هو تطبيق مرافق لتتبع التمارين الرياضية متوفر على أجهزة آيفون التي تعمل بنظام آي أو إس 8 أو الإصدارات الأحدث للمستخدمين الذين يمتلكون ساعة أبل متصلة، أو على أي جهاز يعمل بنظام آي أو إس 16. يعرض التطبيق ملخصًا للتمارين المسجلة بواسطة ساعة أبل أو تطبيقات وأجهزة التمارين المدعومة من جهات خارجية. تُظهر التمارين في تطبيق "Fitness" مقاييس ذات صلة، مثل معدل ضربات القلب، بناءً على نوع التمرين. وبعد فترة تمتد إلى 180 يومًا، يقدم التطبيق للمستخدمين مؤشرات حول اتجاهات تمارينهم بناءً على متوسطات الفترات الحالية والماضية الممتدة على 90 يومًا. في 14 ديسمبر 2020، أُطلق آبل فتنس+، وهو خدمة بث فيديو لتمارين رياضية موجهة، وأصبح متاحًا من خلال تطبيق "فتنس".

### فري فورم
تطبيق فري فورم (بالإنجليزية: Freeform) هو تطبيق للعصف الذهني الافتراضي تم إطلاقه لأول مرة في 13 ديسمبر 2022 بالتزامن مع إصدار آي أو إس 16. يسمح التطبيق للمستخدمين بإنشاء لوحات تُسمى "لوحات"، يمكن من خلالها عرض مجموعة متنوعة من المدخلات، بما في ذلك الملاحظات النصية والصور والمستندات وروابط الويب. يتضمن التطبيق مجموعة من أدوات الأقلام والفرش على إصدارات آي أو إس وآي باد أو إس، مما يتيح للمستخدمين إضافة رسومات أو خط يد إلى لوحاتهم، على غرار الأدوات المتوفرة في تطبيق الملاحظات، وهي متوافقة مع قلم أبل. كما يدعم التطبيق التعاون في الوقت الفعلي بين المستخدمين، بالإضافة إلى مزايا مثل فيس تايم ومزامنة البيانات عبر آي كلاود.

### هيلث
الصحة أو هيلث (بالإنجليزية: Health) هو تطبيق معلوماتي صحي أُعلن عنه في 2 يونيو 2014، وهو متوفر على أجهزة آيفون التي تعمل بنظام آي أو إس 8 أو أحدث وأجهزة آي باد التي تعمل بنظام آي باد أو إس 17. يخزن التطبيق ويتتبع بيانات صحة المستخدم والسجلات الطبية السريرية، ويمكن توصيله بأجهزة مختلفة وتطبيقات خارجية. كما يوفر ملف تعريف يُسمى "المعرف الطبي" الذي يوفر وصولاً سهلاً إلى المعلومات الطبية المهمة للمستجيبين الأوائل. في عام 2018، تم تقديم "السجلات الصحية"، والتي سمحت للمستخدمين على نظام آي أو إس 11.3 أو أحدث باستيراد سجلاتهم الطبية من طبيبهم أو مستشفاهم. من عام 2020، تشمل أنواع البيانات المخزنة بواسطة تطبيق الصحة الخطوات ومسافة المشي والجري والرحلات الجوية المقطوعة ومعدل ضربات القلب والتغذية وتحليل النوم وتقلب معدل ضربات القلب وتتبع الدورة والوزن.

### هوم
هوم أو المنزل (بالإنجليزية: Home) هو تطبيق لإدارة المنازل الذكية، صدر في 13 سبتمبر 2016، بالتزامن مع نظام التشغيل آي أو إس 10، ويتيح للمستخدمين تكوين أجهزتهم الذكية التي تدعم HomeKit والتواصل معها والتحكم بها من خلال تطبيق واحد. يدعم التطبيق الأتمتة باستخدام مركز منزلي، و"مشاهد" مبرمجة مسبقًا، والتي يمكنها ضبط أجهزة متعددة بأمر واحد. يمكن تقسيم الأجهزة إلى غرف منفصلة، ومشاركة الوصول إلى أدوات التحكم المنزلية مع الآخرين. كما يتم تحديث أجهزة هوم بود ميني من خلال تطبيق المنزل.

### آيتونز ستور
متجر آيتونز (بالإنجليزية: iTunes Store) هو متجر وسائط رقمية تديره شركة أبل. والذي افتُتح في 28 أبريل 2003، نتيجة لدفع ستيف جوبز لفتح سوق رقمي للموسيقى. تم توفير متجر آيتونز لأول مرة على أجهزة آي أو إس مع إصدار iPhone OS 2، مما يسمح بشراء الموسيقى والبودكاست. أضاف iPhone OS 3 أيضًا القدرة على استئجار وشراء الأفلام والبرامج التلفزيونية من متجر آيتونز . اعتبارًا من أبريل 2020، يقدم آيتونز 60 مليون أغنية و2.2 مليون تطبيق و25000 برنامج تلفزيوني و65000 فيلم. عند افتتاحه، كان الكتالوج الرقمي القانوني الوحيد للموسيقى الذي يقدم أغاني من جميع شركات التسجيلات الخمس الكبرى. من يونيو 2013، يمتلك المتجر 575 مليون حساب مستخدم نشط، ويخدم أكثر من 315 مليون جهاز محمول.

### المجلة
المجلة هو تطبيق العلاج بالتدوين اليومي ‏ شخصي، صدر في 12 ديسمبر 2023، بالتزامن مع إصدار آي أو إس 17  يشجع التطبيق المستخدمين على إنشاء مُدخلات يومية لتسجيل أفكارهم وأنشطتهم على مدار اليوم والتأمل فيها. كما يُمكنهم إرفاق مجموعة من المرفقات مع المُدخل، بما في ذلك الصور والفيديوهات والتسجيلات الصوتية وعلامات الموقع والتمارين المُنجزة. يتضمن المجلة أيضًا اقتراحات كتابة مُتنوعة وأسئلة تمهيدية لتحفيز أو إلهام المستخدمين الذين قد يجدون صعوبة في بدء الكتابة. يُمكن أيضًا قفل المجلة عبر Face ID أو Touch ID أو رمز مرور الجهاز لمنع وصول المستخدمين الآخرين، كما يُمكن ضبط جدول زمني لإرسال إشعار في وقت مُحدد في أيام مُختارة.

### العدسة المكبرة
العدسة المكبرة هو عدسة مُكبرة رقمية، مُتاحة كاختصار لسهولة الوصول وكتطبيق مُستقل في الإصدارات الأحدث من آي أو إس. يستخدم كاميرا الجهاز للسماح للمستخدمين بتكبير المعلومات أمامهم، بالإضافة إلى التقاط صورة ثابتة يُمكن حفظها كصورة مُشابهة لتطبيق الكاميرا. يمكن تطبيق مجموعة من مرشحات الألوان لتسهيل المشاهدة، كما يمكن تعديل سطوع الصورة وتباينها يدويًا. مع إصدار آيفون 12، تضمن تطبيق العدسة المكبرة القدرة على اكتشاف الأشخاص والأبواب لأولئك الذين يعانون من ضعف البصر من خلال مستشعرات الليدار الخاصة بالجهاز.

### البريد
البريد هو عميل بريد إلكتروني طُرح مع إطلاق هاتفي آيفون وآيفون أو إس 1 الأصليين عام 2007. وهو مُهيأ بشكل مسبق للعمل مع موفري خدمة استضافة البريد الإلكتروني ‏ المشهورين، مثل بريد ياهو! وAOL Mail وجي ميل وآوتلوك وآي كلاود (المعروف في السابق باسم موبايل مي)، ويدعم مايكروسوفت إكستشينج سيرفر. يتضمن البريد إمكانية قراءة رسائل البريد الإلكتروني وكتابتها، وترتيبها في مجلدات، والبحث عنها، وإضافة التوقيعات تلقائيًا إلى رسائل البريد الإلكتروني الصادرة، وإلغاء الاشتراك تلقائيًا في النشرات الإخبارية. أُضيف تنسيق النص الغني إلى بريد أبل مع إصدار نظام التشغيل آي أو إس 5. وعلى عكس عملاء البريد الإلكتروني الآخرين، لا يحتوي البريد على أي إعلانات مُستهدفة.

### الخرائط
الخرائط هي تطبيق وخدمة خرائط ويب طُرح مع إطلاق هاتفي آيفون وآيفون أو إس 1 الأصليين عام 2007. يوفر اتجاهات تفصيلية وأوقات وصول مُقدرة للسيارات والمشاة وركوب الدراجات ووسائل النقل العام. أُضيفت خرائط داخلية للمطارات ومراكز التسوق الكبيرة إلى تطبيق الخرائط مع إصدار نظام التشغيل آي أو إس 11. كما يتميز تطبيق خرائط أبل بوضع Flyover، وهو ميزة تُمكّن المستخدم من استكشاف بعض المراكز الحضرية المكتظة بالسكان وغيرها من الأماكن المهمة في مشهد ثلاثي الأبعاد مُكوّن من نماذج للمباني والمنشآت. كما أُطلقت ميزة Look Around، التي تُتيح للمستخدم عرض صور بزاوية 360 درجة على مستوى الشارع، بالتزامن مع إصدار نظام التشغيل آي أو إس 13. في البداية، استخدم التطبيق بيانات من خرائط جوجل حتى أطلقت شركة أبا خدمتها الخاصة في 19 سبتمبر 2012.

### المقياس

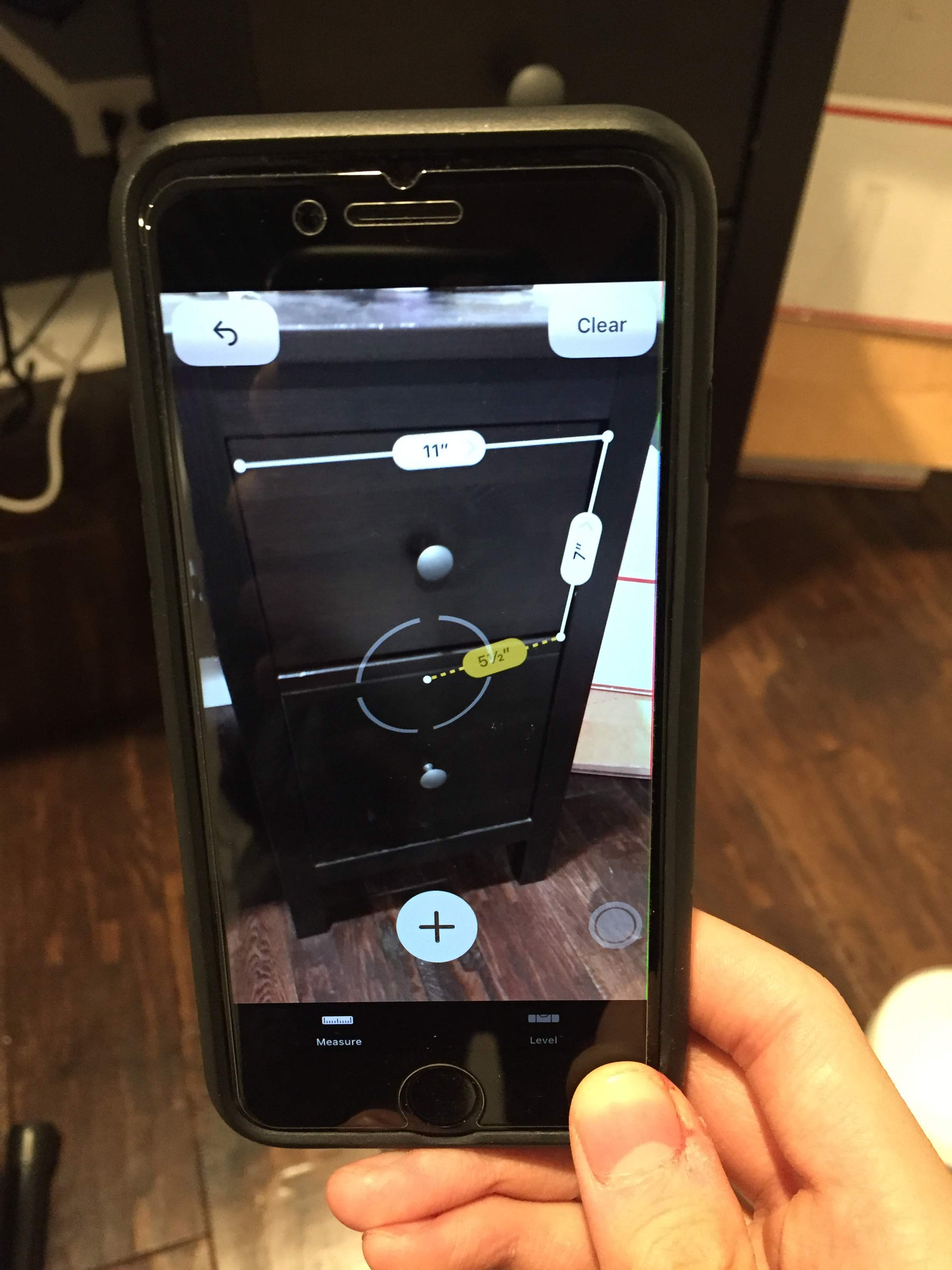
عرض توضيحي لتطبيق القياس على آيفون 7

تطبيق المقياس هو تطبيق قياس واقع معزز، متوفر على الأجهزة التي تعمل بنظام آي أو إس 12 وما فوق. باستخدام ARKit من أبل، يسمح التطبيق للمستخدمين بقياس الأشياء بتوجيه كاميرا الجهاز إليها. وهو قادر على القياس بوحدات مترية وإمبراطورية، وعند تقريب الكاميرا من الجسم، يُعرض عرض مسطرة تُقسّم القياسات إلى سنتيمترات أو بوصات على التوالي. كما يتيح التطبيق استخدام هاتف آيفون كميزان، وهي ميزة كانت متوفرة سابقًا في تطبيق البوصلة.

### الرسائل
الرسائل هو تطبيق مراسلة فورية تم تقديمه مع نظام التشغيل آيفون أو إس 3 في 17 يونيو 2009، والذي حل محل تطبيق Text القديم. يدعم التطبيق الرسائل القصيرة والرسائل متعددة الوسائط وiMessage مع ظهور فقاعة الرسائل المرسلة عبر الرسائل القصيرة باللون الأخضر، والرسائل المرسلة عبر "رسائل أبل" باللون الأزرق والرسائل المرسلة عبر اتصال الأقمار الصناعية باللون الرمادي. قدم نظام التشغيل آي أو إس 10 عددًا من الترقيات لمنصة "رسائل أبل"، بما في ذلك تأثيرات الرسائل ومتجر تطبيقات "رسائل أبل" المخصص الذي يسمح للمستخدمين بتنزيل حزم الملصقات التي يمكن إرسالها في المحادثات. قدم نظام التشغيل آي أو إس 16 القدرة على تعديل الرسائل أو حذفها في غضون خمسة عشر دقيقة بعد إرسالها. كما يسمح تطبيق الرسائل للمستخدمين الذين لديهم طرز iPhone متوافقة باستخدام خدمة الطوارئ إس أو إس SOS عبر الأقمار الصناعية والمساعدة على الطريق عبر الأقمار الصناعية.

### ميوزك
الموسيقى أو ميوزك (بالإنجليزية: Music) مشغل وسائط، طُرح لأول مرة مع نظام التشغيل آي أو إس 5 في 12 أكتوبر 2011، ليحل محل تطبيق آي بود. يُمكنه تشغيل ملفات الموسيقى المخزنة محليا على الأجهزة، ويتيح للمستخدمين تنظيم مكتبة أغانيهم في قوائم تشغيل. يُمكن شراء الأغاني مباشرةً من متجر آيتونز ستور أو بثها عبر أبل ميوزك إذا كان لدى المستخدم اشتراك نشط. كما يُمكن العثور على محطات راديو الإنترنت داخل التطبيق، مع توفر محطات بث محلية ودولية. يدعم تطبيق الموسيقى الصوت بدون فقدان والصوت المكاني، وهو قادر على تشغيل الفيديو، ويُستخدم بشكل أساسي لمقاطع الفيديو الموسيقية ومقابلات الفنانين والعروض الحية.

### الأخبار
الأخبار (بالإنجليزية: News) عبارة عن مُجمّع أخبار مُتاح في الولايات المتحدة للأجهزة التي تعمل بنظام آي أو إس 9 أو أحدث. وهو خليفة تطبيق Newsstand المُضمّن في الإصدارات السابقة من نظام التشغيل آي أو إس. يُمكن للمستخدمين قراءة المقالات الإخبارية من خلاله، بناءً على الناشرين ومواقع الويب والمواضيع التي يختارونها، مثل التكنولوجيا أو السياسة. في 25 مارس 2019، تم توفير أبل نيوز بلس ضمن تطبيق News، وهي خدمة اشتراك تتيح الوصول إلى المحتوى من عدد من المجلات والصحف. في 15 يوليو 2020، أعلنت أبل عن إضافة القصص الصوتية في "أبل نيوز بلس"، والتي تسمح للمشتركين بالاستماع إلى إصدارات مروية من المقالات بطريقة مماثلة للبودكاست ضمن علامة تبويب صوتية جديدة. تمت إضافة علامة تبويب مخصصة للرياضة إلى التطبيق في مارس 2023، مما يوفر قصص إخبارية وتغطية لنتائج الفرق المفضلة للمستخدم.

### الملاحظات
الملاحظات هو تطبيق لتدوين الملاحظات، طُرح مع إطلاق آيفون وآيفون أو إس 1 الأصليين عام 2007. يعمل كخدمة لإنشاء ملاحظات نصية ورسومات، يمكن مزامنتها بين الأجهزة باستخدام خدمة آي كلاود من أبل. مع إصدار آي أو إس 9، أُضيفت خيارات متقدمة لتنسيق النصوص، وأنماط متعددة من القوائم، ومعاينات غنية لروابط الويب والخرائط، ودعم لمزيد من أنواع الملفات المرفقة، ومتصفح مرفقات مخصص، ونقطة تمديد مشاركة النظام لحفظ روابط الويب والصور وغيرها إلى تطبيق ملاحظات. منذ آي أو إس 11، أضاف تطبيق ملاحظات ميزة المسح الضوئي للمستندات.

### كلمات المرور
تطبيق "كلمات المرور" (بالإنجليزية: Passwords) هو تطبيق لإدارة كلمات المرور، طُرح مع نظام آي أو إس 18، ويتيح للمستخدمين تخزين معلومات حساباتهم المحفوظة في سلسلة مفاتيح آي كلاود [الإنجليزية] أو المُنشأة عبر ميزة "تسجيل الدخول باستخدام أبل [الإنجليزية]" والوصول إليها. يدعم التطبيق أيضًا استخدام مفاتيح المرور ورموز أمان المصادقة متعددة العوامل، ويُقدم للمستخدمين توصيات أمنية في حال سهولة تخمين كلمات مرورهم أو اكتشافها في حالة اختراق بيانات. يمكن أيضًا إضافة الحسابات إلى مجموعات مشتركة للسماح للأصدقاء والعائلة بالوصول إليها.

### الهاتف
الهاتف هو تطبيق طُرح مع إطلاق هاتف آيفون الأصلي ونظام تشغيل آيفون 1 عام 2007. ومن أهم ميزاته أنه يتيح للمستخدمين إجراء واستقبال المكالمات الهاتفية، وعرض سجل مكالماتهم، والوصول إلى البريد الصوتي. كما يمكن الوصول إلى دفتر عناوين الجهاز من داخل تطبيق الهاتف، حتى بعد إلغاء تثبيت تطبيق جهات الاتصال. مع نظام آي أو إس 18، أصبح تطبيق الهاتف قادر أيضا على تسجيل المكالمات ونسخها. ويتم إشعار المستلمين عند تسجيل المكالمة.

### الصور
الصور هي تطبيق لإدارة الصور ‏ وتحريرها تم تقديمه مع الإطلاق الأولي لـالآيفون الأصلي وآي أو إس 1 عام 2007، وأُعيد بناؤه بالكامل مع آي أو إس 8. يتم تنظيم الصور بواسطة "اللحظات"، وهي مزيج من بيانات البيانات الوصفية الخاصة بالوقت والموقع المرفقة بالصورة. يمكن مزامنة الصور ونسخها احتياطيًا من خلال مكتبة صور آي كلاود والألبومات المشتركة. يحتوي تطبيق الصور على عدد من أدوات التحرير البسيطة التي تتيح للمستخدمين قص الصور، وتدويرها، وضبطها، مع توفر عدد محدود من أدوات التحرير للفيديوهات.

### بودكاست
البودكاستات (بالإنجليزية: Podcasts) هو مشغل وسائط يُستخدم لتشغيل البودكاستات، وهو متاح للمستخدمين الذين يعملون على آي أو إس 6 أو الإصدارات الأحدث، بعد أن كان في السابق من خلال تطبيق الموسيقى. يمكن اكتشاف البودكاستات ومتابعتها أو الاشتراك بها عبر علامتي "تصفح" و"بحث"، بينما تعرض علامة "استمع الآن" الحلقات الجديدة من البودكاستات المتابعة عند توفرها. وتتيح قنوات البودكاست للمستخدمين متابعة أو الاشتراك مع صناع المحتوى بدلاً من متابعة البرامج الفردية.

### التذكيرات
التذكيرات هو تطبيق لإدارة المهام تم تقديمه لأول مرة مع إصدار آي أو إس 5 وتمت إعادة بنائه من الألف إلى الياء في آي أو إس 13. يتيح التطبيق للمستخدمين إنشاء قوائم خاصة بهم من التذكيرات وتعيين الإشعارات لأنفسهم. يمكن وضع التذكيرات الجديدة في قوائم أو تعيينها كمهام فرعية ويمكن أن تتضمن العديد من التفاصيل بما في ذلك: علامة الأولوية، وملاحظة حول التذكير، وصورة أو مرفق URL. بالإضافة إلى ذلك، يمكن ضبط التنبيهات للتذكير، وإرسال إشعار للمستخدمين في وقت وتاريخ معينين، أو عند عبور سياج جغرافي حول منطقة ما، أو عند بدء كتابة رسالة إلى جهة اتصال محددة. إذا تم تعيين تنبيه يعتمد على الوقت، فيمكن أن يتكرر كل يوم، أو أسبوع، أو أسبوعين، أو شهر، أو سنة. يمكن مزامنة القوائم عبر آي كلاود ومشاركتها مع جهات اتصال أخرى.

### سفاري
سفاري (بالإنجليزية: Safari) هو متصفح ويب رسومي مبني على محرك ويب كيت، ومُدمج مع أجهزة آيفون (من الجيل الأول منذ إطلاق هاتف آيفون عام 2007). يُمكن إضافة مواقع الويب إلى الإشارات المرجعية، أو إضافتها إلى قائمة القراءة، أو حفظها على الشاشة الرئيسية، ومزامنتها بين الأجهزة عبر iCloud. مع نظام آي أو إس 13، حُدِّث سفاري بإضافة مدير تنزيلات يُتيح للمستخدمين حفظ الملفات من الويب على مساحة التخزين المحلية على هواتفهم. خضع سفاري لإعادة تصميم شاملة في نظام آي أو إس 15، شملت صفحة هبوط جديدة ودعم لإضافات المتصفح من متجر التطبيقات.

### الإعدادات
الإعدادات تطبيق متاح منذ إطلاق هاتف آيفون الأصلي عام 2007. يتيح هذا التطبيق للمستخدمين الوصول إلى معلومات حول أجهزتهم وتغيير الإعدادات والخيارات، مثل خلفية الشاشة، والإشعارات، وشبكات واي فاي وبلوتوث، والشاشة ودرجة السطوع، وسيري، وغيرها. كما يمكن إدارة حساب Apple ID وحساب آي كلاود الخاص بالمستخدم من داخل تطبيق الإعدادات، بالإضافة إلى تفاصيل حسابات الجهات الخارجية من خلال مدير كلمات المرور المدمج. مع إصدار نظام آي أو إس 12، أُطلقت ميزة "مدة استخدام الشاشة" التي تهدف إلى مساعدة المستخدم على التركيز ومكافحة إدمان الهواتف الذكية.

### الاختصارات
الاختصارات (بالإنجليزية: Shortcuts)، والمعروفة سابقًا باسم Workflow، هي تطبيق برمجة نصية مرئية قائم على الكتل. استحوذت Apple على Workflow عام 2017 وأصبح تطبيق افتراضي مع إصدار آي أو إس 13. يتيح التطبيق للمستخدمين إنشاء وحدات ماكرو لتنفيذ مهام محددة على أجهزتهم. يمكن للمستخدم إنشاء تسلسلات المهام هذه ومشاركتها عبر الإنترنت عبر آي كلاود. كما يمكن تنزيل عدد من الاختصارات المُختارة من المعرض المُدمج.

### الأسهم
تطبيق الأسهم هو تطبيق لتتبع سوق الأسهم، طُرح مع إطلاق أجهزة آيفون وآيفون أو إس 1 عام 2007،[9] وعلى أجهزة آي باد التي تعمل بنظام آي أو إس 12. يتيح التطبيق للمستخدمين الاطلاع على بيانات ياهو فايننس لأي شركة مُقيّمة في سوق الأسهم، بما في ذلك قيمتها الحالية ونسبة زيادتها أو انخفاضها. يُظهر الرسم البياني اتجاهات كل شركة بمرور الوقت، حيث يُظهر الرسم البياني الأخضر نمو إيجابي والرسم البياني الأحمر انخفاض. تتوفر أخبار الأعمال أسفل التطبيق، والتي تعرض مقالات أخبار أبل حول الشركات التي يتابعها المستخدم.

### النصائح
النصائح هو تطبيق أُطلق مع نظام آي أو إس 8، يُقدّم نصائح وحيل وأدلة للمستخدمين لتحقيق أقصى استفادة من أجهزة أبل. تُضاف نصائح جديدة مع كل إصدار رئيسي من آي أو إس لعرض أحدث الميزات على أجهزتهم، وتُصنّف هذه النصائح في فئات مثل "الأساسيات" و"الاختيارات المميزة".

### الترجمة
الترجمة هو تطبيق الترجمة أُطلق في 16 سبتمبر 2020، مع اطلاق آي أو إس 14. يعمل كتطبيق لخدمة ترجمة الجمل النصية أو الكلام بين عدة لغات. تتم جميع الترجمات عبر محرك الأعصاب الخاص بالجهاز، وبالتالي يمكن استخدامه دون اتصال بالإنترنت. قدم آي أو إس 16 خاصية الترجمة عبر الكاميرا، مما يسمح للمستخدمين بترجمة النصوص الموجودة على الأشياء أو المستندات الفعلية بشكل فوري. تدعم الترجمة حاليًا العمل بين 18 لغة، بما في ذلك الإنجليزية (بلهجتي البريطانية والأمريكية)، والعربية، والصينية المندرينية، والفرنسية، والألمانية، والإسبانية، والإيطالية، واليابانية، والكورية، والبرتغالية بلهجتها البرازيلية، والروسية.

### تي في
التلفزيون، والمعروف أيضًا باسم أبل تي في (بالإنجليزية: Apple TV) وسابقًا باسم الفيديوهات (بالإنجليزية: Videos)، هو تطبيق مشغل وسائط يُستخدم لمشاهدة البرامج التلفزيونية والأفلام التي تم شراؤها أو استئجارها عبر آيتونز ستور، والتي يمكن الوصول إليها من داخل التطبيق. كما يضم محتوى أصلي من خدمة البث آبل تي في بلس، ويمكنه أيضًا بث المحتوى مباشرةً من بعض خدمات الطرف الثالث عبر خدمة الفيديو حسب الطلب "قنوات آبل تي في" التي تعمل بنظام الاشتراك الانتقائي. يمكن استخدام تطبيق التلفاز لفهرسة والوصول إلى المحتوى من خدمات الفيديو حسب الطلب المرتبطة الأخرى، مما يسمح بظهور البرامج التي تتم مشاهدتها في تطبيقات أخرى ضمن خلاصة "التالي" الخاصة بالمستخدم، حتى وإن لم يكن مشتركًا عبر خدمة القنوات. كما يمكن لتطبيق التلفاز بث الرياضات الحية والفعاليات المباشرة، مثل اشتراك الدوري الأمريكي لكرة القدم.

### مذكرات صوتية
المذكرات الصوتية هو تطبيق تسجيل صوتي قُدم على أجهزة آيفون مع إصدار آيفون أو إس 3، صُمم لحفظ مقاطع صوتية قصيرة لإعادة تشغيلها لاحقًا. يمكن مشاركة المذكرات الصوتية المحفوظة كملف .m4a أو تعديلها، مما يتيح استبدال أجزاء من التسجيل، أو إزالة الضوضاء الخلفية، أو تقليم طول التسجيل. تشمل خيارات التشغيل الأخرى إمكانية تغيير سرعة التشغيل، وتخطي الأجزاء الصامتة من المذكرة، أو تحسين التسجيل. كما يمكن تنظيم الملفات الصوتية في مجلدات مختلفة.

### المحفظة
المحفظة (بالإنجليزية: Wallet)، والمعروفة سابقًا باسم باسبوك (بالإنجليزية: Passbook)، هي محفظة رقمية مدمجة في آي أو إس 6 والإصدارات الأحدث، تتيح للمستخدمين تخزين بطاقات المحفظة، والتي تشمل القسائم، بطاقات الصعود إلى الطائرة، بطاقة طلبة الجامعي، تذاكر الفعاليات، تذاكر السينما، تذاكر النقل العام، بطاقات المتاجر، وبدءًا من آي أو إس 8، بطاقات الائتمان، بطاقات الخصم، البطاقات المدفوعة مسبقًا، وبطاقات برامج الولاء عبر خدمة آبل باي.. قامت آبل لاحقًا بتوسيع وظائف المحفظة بشكل أكبر، حيث أضافت دعمًا لمفاتيح السيارات مع الشركات المصنعة المدعومة، ومفاتيح المنازل للأقفال الذكية، ومفاتيح غرف الفنادق، ورخصة القيادة في بعض الولايات الأمريكية. بخلاف نظيراتها المادية، يمكن للبطاقات المخزنة في المحفظة عرض معلومات إضافية يتم تحديثها بمرور الوقت، مثل سجل المعاملات أو أرصدة النقاط لبطاقات الولاء. ومنذ آي أو إس 16، أصبح بإمكان المستخدمين أيضًا تتبع تقدم عمليات التسليم والطلبات بالإضافة إلى عرض الإيصالات عبر المحفظة. وتعمل المحفظة أيضًا كواجهة رئيسية لبطاقة أبل، خدمة بطاقة الائتمان من آبل.

### واتش
الساعة أو واتش (بالإنجليزية: Watch) تتيح للمستخدمين إعداد وربط أجهزة ساعة أبل الخاصة بهم مع هواتف آيفون، بالإضافة إلى تخصيص الإعدادات، واجهات الساعة، والتطبيقات المحملة. تعرض معرض الواجهات خيارات متنوعة لواجهات الساعة المتاحة، مما يمنح المستخدمين خيار تعديل التفضيلات والوظائف مباشرة من الهاتف بدلاً من الساعة نفسها، مع إمكانية مشاركة التصاميم المخصصة مع الآخرين. كما تسلط علامة التبويب اكتشف الضوء على التطبيقات المتوافقة والمُوصى بها من آب ستور، وتعرض نصائح للمستخدمين حول كيفية الاستفادة القصوى من أجهزتهم.

### الطقس
تطبيق الطقس هو تطبيق للتنبؤ بالطقس، طُرح مع إطلاق أجهزة آيفون وآيفون أو إس 1 عام 2007. يتيح التطبيق للمستخدم الاطلاع على أحوال الطقس على مدار اليوم، بالإضافة إلى توقعات لسبعة أيام. يمكن إضافة المواقع بالضغط على أيقونة القائمة وعلامة الجمع، مما يسمح للمستخدم بكتابة اسم المدينة أو الرمز البريدي أو رمز المطار. يعرض الطقس أيضًا مقاييس ذات صلة، مثل وقت شروق الشمس وغروبها، والرطوبة، واحتمالية هطول الأمطار، ومسافة الرؤية، ومؤشر الأشعة فوق البنفسجية. كما يُمكّن التطبيق المستخدمين من إخطارهم بأي تحذيرات جوية قاسية صادرة عن جهات رسمية.

## تم إيقافه

### غيم سنتر
مركز الألعاب أو غيم سنتر (بالإنجليزية: Game Center) كان تطبيق منفصل تم إصداره مع آي أو إس 4.1، والذي تم دمجه في الإعدادات مع إصدار آي أو إس 10. يمكن لمستخدميه الاتصال بالأصدقاء، إرسال طلبات صداقة، بدء لعب الألعاب وتنظيم الألعاب متعددة اللاعبين عبر الإنترنت. عدد الأصدقاء الذين يمكن الاتصال بحساب واحد في مركز الألعاب محدود بـ500 صديق. بعض الألعاب قد تحتوي على إنجازات، حيث يُكافأ اللاعبون بالنقاط عند إتمام مهمة معينة. وبالاعتماد على اللعبة، قد يتوفر تصنيف حيث يمكن للاعب مقارنة نتيجته مع الأصدقاء أو مع اللاعبين في جميع أنحاء العالم.

### اليوتيوب
يوتيوب تم تقديمه مع إصدار آيفون الأصلي في نظام التشغيل آيفون أو إس 1 والذي سمح للمستخدمين بالعثور على مقاطع فيديو يوتيوب والبحث عنها ومشاهدتها. تم إزالة التطبيق المدمج مع إصدار آي أو إس 6 لصالح قيام جوجل (مالك الموقع) بإصدار تطبيقها الخاص.